# Philcoxia
Philcoxia je biljni rod iz porodice trpučevki (Plantaginaceae). Pripada mu 7 vrsta endemičnih za Brazil.. Opisan je u  Kew Bull. 55: 159, 2000

## Opis
Ovaj rod otkriven je 2000 godine i površno nalikuje kopnenim članovima Utricularia i Genlisea, i doista se u početku mislilo da je nepoznati član porodice Lentibulariaceae kada su prvi primjerci sakupljeni u Brazilu (Taylor et al. 2000.), pomnije ispitivanje biljaka otkrilo je da je ovaj rod nije blisko povezan ni s jednim od “klasičnih” rodova biljaka mesožderki. 
Philcoxia bez ikakve sumnje pripada plemenu Gratioleae porodice Plantaginaceae (porodica trputaca, čiji je dio ranije bio uključen u porodicu Scrophulariaceae), kao što je vidljivo iz morfologije cvijeta (Taylor et al. 2000) i molekularno filogenetskih podataka (Fritsch et al., 2007; Schäferhoff et al. Čvrsti dokazi (Pereira et al., 2012.) da je Philcoxia zapravo mesožderka čini ovo prvom poznatom biljkom mesožderkom iz porodice  Plantaginaceae. To također znači da je mesožderka neovisno evoluirala najmanje tri puta paralelno u velikom redu dikotiledonih cvjetnica, Lamiales, u samo daleko srodnim skupinama: naime u Philcoxia iz Plantaginaceae, u mesožderke Lentibulariaceae (tj. Pinguicula, Utricularia i Genlisea), te u još udaljenijem Byblisu iz Byblidaceae.

## Vrste
1. Philcoxia bahiensis V.C.Souza & Harley
2. Philcoxia courensis Scatigna
3. Philcoxia goiasensis P.Taylor; tipična vrsta
4. Philcoxia maranhensis Scatigna
5. Philcoxia minensis V.C.Souza & Giul.
6. Philcoxia rhizomatosa Scatigna & V.C.Souza
7. Philcoxia tuberosa M.L.S.Carvalho & L.P.Queiroz